# Екстремально незв'язний простір
В топології топологічний простір називається екстремально незв'язним, якщо замикання будь-якої відкритої множини є теж відкритою множиною.

## Приклади
- Будь-який дискретний простір є екстремально незв'язним.
- Компактифікація Стоуна — Чеха дискретного простору є екстремально незв'язним простором.
- Спектр абелевої алгебра фон Неймана є екстремально незв'язним простором.
- Простір із коскінченною топологією є екстремально незв'язним але якщо простір є нескінченним він є зв'язаним. Натомість  усі гаусдорфові екстремально незв'язні простори є цілком незв'язаними.
- Стрілка Зоргенфрея є прикладом гаусдорфового цілком незв'язного простору, що не є екстремально незв'язним.
- Метричні простори є екстремально незв'язаними тоді і тільки тоді коли вони є дискретними.
- Компактний гаусдорфів простір є екстремально незв'язаним тоді і тільки тоді коли він є ретрактом компактифікації Стоуна — Чеха дискретного простору.

## Властивості
- Згідно теореми Глізона проективними об'єктами категорії компактних гаусдорфових просторів є точності екстремально незв'язні компактні гаусдорфові простори.
- У регулярному екстремально незв'язному просторі не існує збіжних послідовностей без членів, що повторюються.
- Кожен регулярний простір є образом екстремально незв'язного цілком регулярного простору при досконалому незвідному відображенні.
- Образ екстремально незв'язного простору при неперервному відкритому відображенні є екстремально незв'язним простором.
- Усі регулярні екстремально незв'язні простори є нульвимірними.
- Всюди щільний підпростір екстремально незв'язного простору теж є екстремально незв'язним простором.